# Barranc Gros (Benés)
El Barranc Gros és un barranc de l'antic terme de Benés, de l'Alta Ribagorça, tot i que administrativament pertany al terme de Sarroca de Bellera, al Pallars Jussà.
Es forma a la Pleta de la Roca, a 2.234 m. alt., per la unió dels barrancs dels Estanyets, que ve del nord, i del barranquet del Clot de la Mina, entre d'altres. Des d'aquell lloc davalla cap al sud-est per tal d'anar-se a abocar en el riu de Manyanet